# Mużcziny nie płaczut
Mużcziny nie płaczut. Piesni dla kino (Мужчины не плачут. Песни для кино, pol. Mężczyźni nie płaczą. Piosenki dla kina) – siódmy album studyjny białoruskiego zespołu rockowego Lapis Trubieckoj. Album składa się z piosenek nagranych na potrzeby rosyjskich filmów „Mużcziny nie płaczut” i „Poslednij zaboj”. Brzmienie utworów na płycie Mużcziny nie płaczut nie jest typowe dla „Lapisów”, są one stylizowane na rosyjski szanson.

## Lista utworów
| Nr  | Tytuł utworu           | Oryginalna pisownia tytułu | Długość |
| --- | ---------------------- | -------------------------- | ------- |
| 1.  | „Nina”                 | «Нина»                     | 4:24    |
| 2.  | „Diadia Witia”         | «Дядя Витя»                | 2:21    |
| 3.  | „Snieżnaja korolewa”   | «Снежная королева»         | 3:00    |
| 4.  | „Izwinitie, Masza”     | «Извините, Маша»           | 2:34    |
| 5.  | „Zołotom ogni”         | «Золотом огни»             | 3:47    |
| 6.  | „Wisznia krasnaja”     | «Вишня красная»            | 3:24    |
| 7.  | „Mużcziny nie płaczut” | «Мужчины не плачут»        | 4:54    |
| 8.  | „Sajany”               | «Саяны»                    | 4:18    |
| 9.  | „Łabuchi”              | «Лабухи»                   | 2:19    |
| 10. | „Czorno-biełyj dień”   | «Чёрно-белый день»         | 3:58    |
| 11. | „Ugolok”               | «Уголёк»                   | 3:49    |
| 12. | „Argientina”           | «Аргентина»                | 4:41    |
| 13. | „Rusałki”              | «Русалки»                  | 4:06    |
|     |                        |                            | 47:35   |

| Utwory bonusowe na wydaniu podarunkowym albumu | Utwory bonusowe na wydaniu podarunkowym albumu | Utwory bonusowe na wydaniu podarunkowym albumu | Utwory bonusowe na wydaniu podarunkowym albumu |
| Nr                                             | Tytuł utworu                                   | Oryginalna pisownia tytułu                     | Długość                                        |
| ---------------------------------------------- | ---------------------------------------------- | ---------------------------------------------- | ---------------------------------------------- |
| 1.                                             | „Łastoczki” (Anton Morch remix)                | «Ласточки» (Anton Morch remix)                 | 4:12                                           |
| 2.                                             | „Mużcziny nie płaczut” (wersja instrumentalna) | «Мужчины не плачут» (инструментал)             | 1:29                                           |

## Twórcy
- Siarhiej Michałok – wokal
- Pawieł Bułatnikau – wokal, tamburyn
- Rusłan Uładyka – gitara
- Pawieł Kuziukowicz – waltornia, trąbka
- Iwan Hałuszka – puzon
- Alaksandr Starażuk – perkusja
- Uładzimir Jołkin – gitara basowa (utwory 8, 12)
- Uładzimir Fiodoruk – akordeon (gościnnie)
- Alaksandr Kalinouski – gitara basowa (gościnnie)[4]